# Guido Santórsola

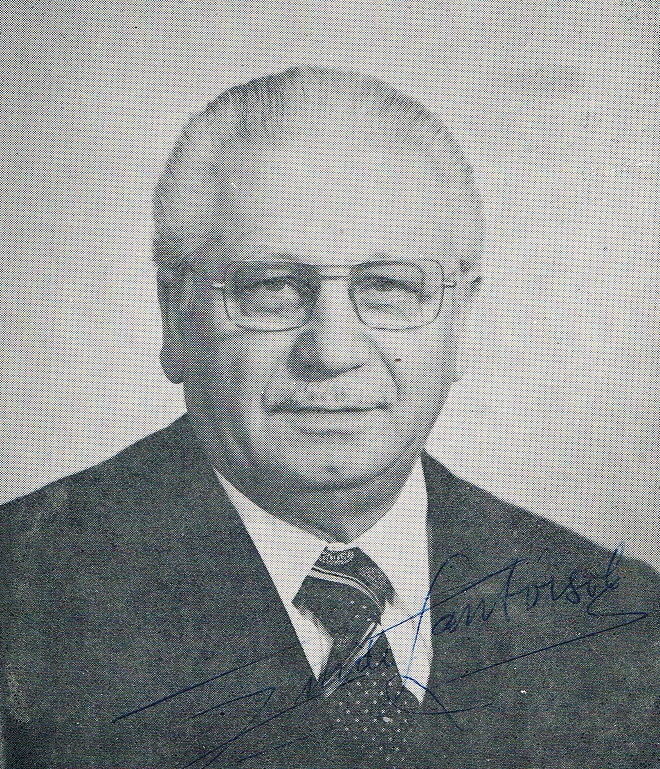
Guido Santórsola

Guido Santórsola (* 18. November 1904 in Canosa di Puglia, Italien; † 24. September 1994 in Montevideo, Uruguay) war ein südamerikanischer Komponist und Dirigent.
Seine Jugendzeit verbrachte er in Brasilien, er studierte Violine und Komposition unter anderem ab 1922 am Trinity College of Music in London, das er 1925 wieder verließ und nach Brasilien zurückkehrte. Später lebte er in Uruguay.
Viel komponierte er für Gitarre. Eines seiner bekanntesten Werke ist „Giga“. Es handelt von einer ärmlichen Frau und ihrem Aufstieg in den Adel.

## Werkauswahl
- Chor Nr. 1
- Konzert für 2 Gitarren
- Preludio No.1 da serie a Suite a antiga

| Personendaten    | Personendaten                          |
| ---------------- | -------------------------------------- |
| NAME             | Santórsola, Guido                      |
| KURZBESCHREIBUNG | brasilianischer Komponist und Dirigent |
| GEBURTSDATUM     | 18. November 1904                      |
| GEBURTSORT       | Canosa di Puglia, Italien              |
| STERBEDATUM      | 24. September 1994                     |
| STERBEORT        | Montevideo, Uruguay                    |